# Alegría-Dulantzi
Pour les articles homonymes, voir Alegría.
Alegría-Dulantzi est une commune d'Alava située dans la communauté autonome du Pays basque en Espagne.
Le code de l'organisme singulier de population est de 1 et le code municipal est 001.

## Politique
En 2024, la composition actuelle du conseil municipal de la commune est la suivante :
- EAJ-PNV : 5
- DTI-AIA : 4
- EH Bildu : 2

## Hameaux
La commune comprend les deux hameaux suivants :
- Alegría-Dulantzi, qui concentre 95 % de la population, concejo, chef-lieu de la commune ;
- Egileta, concejo.

### Sources
- (es) Cet article est partiellement ou en totalité issu de l’article de Wikipédia en espagnol intitulé « Alegría de Álava » (voir la liste des auteurs).